# Grayswood
Grayswood – wieś w Anglii, w hrabstwie Surrey, w dystrykcie Waverley. Leży 60 km na południowy zachód od centrum Londynu.